# Joseph Charvet
Pour les articles homonymes, voir Charvet.
Joseph Charvet est un homme politique français, né à Lyon le 16 août 1909 et mort le 18 septembre 1994. Député de la 8e circonscription du Rhône de 1958 à 1967,, il est également maire de la commune de L'Arbresle (Rhône) de 1947 à 1983. Il est le père de 11 enfants, dont Bruno Charvet, qui fut maire du Bois d'Oingt de 1977 à 2008. Une rue lui est dédiée à L'Arbresle.